# Anjerrevolutie

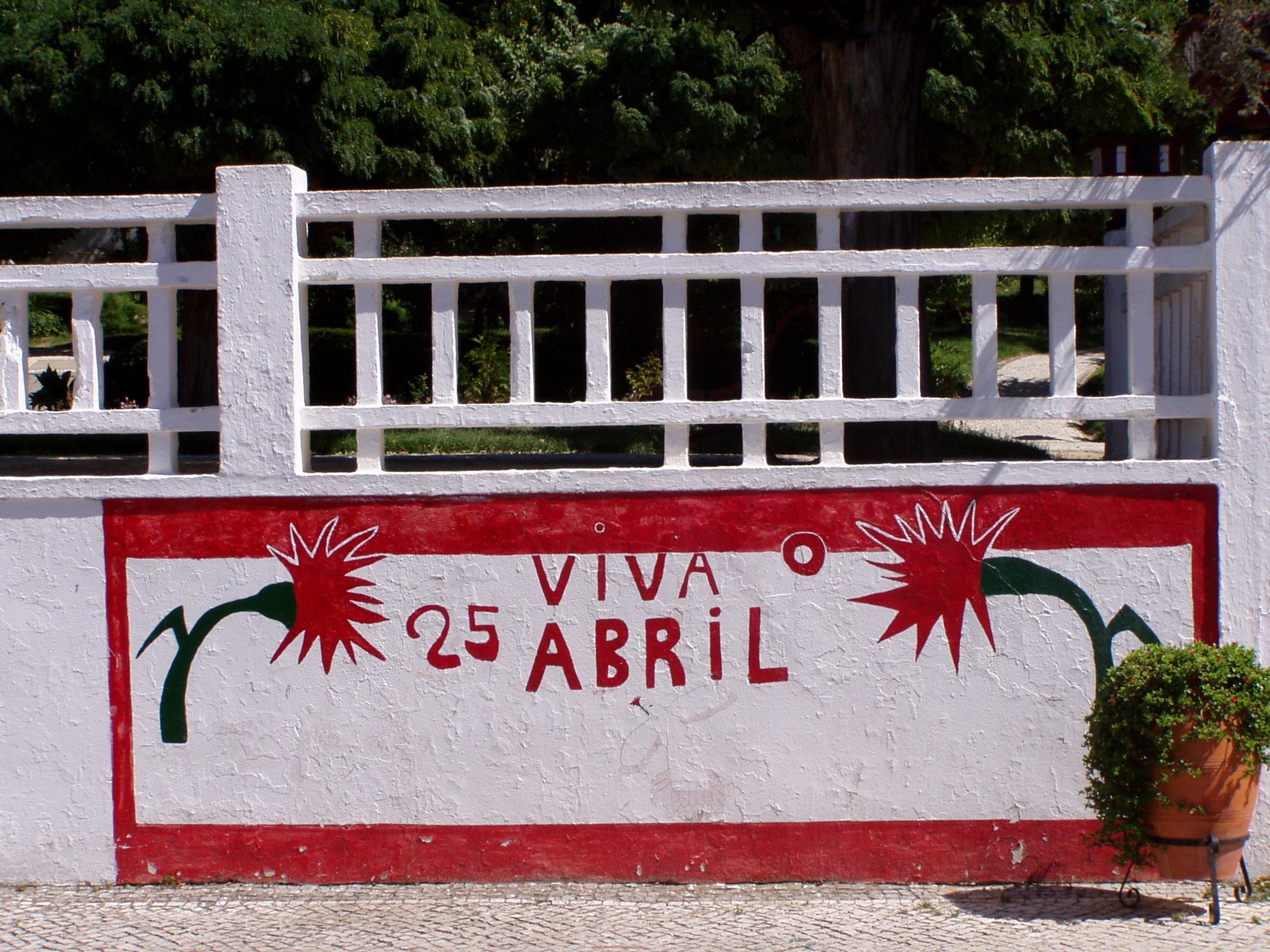
Gedenkteken van de revolutie in Coruche

De Anjerrevolutie (Portugees: Revolução dos Cravos) was een geweldloze militaire staatsgreep die op 25 april 1974 in Portugal plaatsvond. Deze opstand door militairen uit verschillende progressief-linkse groeperingen maakte een eind aan het autocratische Estado Novo-bewind van Marcello Caetano, trouw medewerker van oud-staatsleider António de Oliveira Salazar, die hij in september 1968 was opgevolgd.
De Anjerrevolutie maakte een eind aan het ruim veertig jaar met militair geweld verdedigen van de Portugese koloniale belangen in Afrika en Azië. Het autoritaire bewind, waartegen vanuit verschillende geledingen van een steeds verder verarmend land oppositie was gevoerd, werd gedwongen zijn machtspositie op te geven.
Ondanks herhaalde radio-oproepen van de rebellen om binnen te blijven, gingen duizenden Portugezen de straat op om met de opstandige militairen mee te lopen. Er volgde uiteindelijk een parlementaire democratie na een woelige overgangsperiode van ruim een jaar, in Portugal bekend als Processo Revolucionário em Curso (Revolutionair Overgangsproces), gekenmerkt door sociale verwarring, snelle dekolonisatie, een door het marxisme geïnspireerd collectiveringsbeleid en onteigening van grootgrondbezitters en industriëlen. Een hiernavolgende machtsstrijd tussen politiek rechts en links resulteerde uiteindelijk in een parlementaire democratie.

## Achtergrond
Door niet aflatende koloniale oorlogen in Mozambique, Guinee-Bissau en Angola (sinds 1961) was Portugal in het begin van de jaren 70 van de 20e eeuw verder verarmd tot een van de armste landen van Europa. Duizenden Portugese burgers gingen op zoek naar een betere toekomst in Frankrijk, Duitsland, Zwitserland en Luxemburg, veel jonge mannen ontsnapten zo aan een – lange en gevaarlijke – legerdienst in Afrika. Door hoge werkloosheid en armoede heerste er een enorme onvrede in het land en werd de roep om democratie steeds groter. Zelfs de beruchte geheime politie DGS (Direcção Geral de Segurança), de vroegere PIDE (Polícia Internacional e de Defesa do Estado), die tegenstanders van het regime vervolgde, opsloot of vermoordde, kon deze ontwikkeling niet meer de baas.

## Hervormingen
Caetano voerde daarop een aantal minimale hervormingen door: de vrijheid van meningsuiting werd bij wet geregeld en de Portugese Socialistische Partij kreeg het recht om aan verkiezingen deel te nemen. Er waren wel voorwaarden aan deze deelname verbonden: alle partijpropaganda moest eerst worden voorgelegd aan de censuur en na de verkiezingen moesten de afdelingen van de partij die zich met propaganda bezighielden worden ontbonden. De leider van de socialisten, Mário Soares, die sinds 1970 als balling in het buitenland verbleef, bleef de toegang tot het land ontzegd. De eenheidspartij van Caetano, Acção Nacional Popular, had als enige toegang tot radio en televisie. Bij de Portugese verkiezingen van 1969 en 1973 konden de socialisten geen enkel succes boeken - naar eigen zeggen door de censuurmaatregelen.

## MFA
In het leger ontstond in augustus 1973 een ondergrondse beweging van Kapiteins, de Movimento dos Capitães. Deze was aanvankelijk opgericht als reactie van lagere officieren op het voorstel (Decreto-Lei nº 353/73) om dienstplichtigen versneld (slechts een jaar opleiding in plaats van vier) te laten doorstromen naar een loopbaan als beroepsofficier. Deze Movimento dos Capitães evolueerde al snel naar de Beweging van de Strijdkrachten (Movimento das Forças Armadas of MFA, aanvankelijk Movimento dos Oficiais das Forças Armadas of MOFA), een politieke beweging waarvan ook hogere officieren, zoals kolonel Vasco Gonçalves lid waren.
De belangrijkste doelstellingen van de MFA waren het omverwerpen van de regering Caetano, het stoppen van de koloniale oorlogen en de invoering van de democratie. Contacten met de politieke oppositie, ambassades enz. werden om veiligheidsredenen beperkt gehouden. De MFA werd geleid door de CCE (Comissão Coordenadora e Executiva) opgericht op 1 december 1973 en bestaande uit 19 officieren uit alle geledingen van het leger. De executivo, het dagelijks bestuur opgericht op 5 december 1973, bestond uit de majoors Vítor Alves en Otelo de Carvalho en kapitein Vasco Lourenço. Er werd ook een werkgroep onder leiding van majoor Ernesto de Melo Antunes belast met het opstellen van een programma voor de MFA.

## Voorspel
Generaal António de Spínola, van 1968 tot 1972 bevelhebber in Portugees Guinee of Guinee-Bissau en sinds 17 februari 1974 plaatsvervangend stafchef van de generale staf, werd op 14 maart 1974 omwille van de publicatie (in februari) van zijn boek Portugal e o futuro (Portugal en de toekomst) ontslagen. Zijn boek stelde dat er iets fundamenteel moest veranderen aan de Portugese politiek jegens Afrika en de zwarte volken van Afrika. Ook stafchef Francisco da Costa Gomes werd ontslagen. In 1972 was generaal de Spinola reeds als presidentskandidaat naar voren geschoven door de liberale factie binnen de corporatistische staatspartij (ANP), maar de zetelende president Américo Thomaz wilde toen geen stap terug zetten.
Blijkbaar begonnen de machthebbers ook iets te merken van de onvrede in het leger en werden op 8 maart 1973 enkele officieren, leden van de MFA waaronder Vasco Lourenço, overgeplaatst naar buitenposten in het koloniale Portugese rijk.

## Staatsgreep
Op 24 april 1974 om 22:00 uur begaf majoor Otelo Saraiva de Carvalho zich met vijf andere officieren (Amadeu Garcia dos Santos, Vítor Manuel Trigueiros Crespo, José Eduardo Fernandes de Sanches Osório, Nuno Fisher Lopes Pires en Hugo Manuel Rodrigues dos Santos) naar de kazerne van het eerste regiment genie (RE1) te Pontinha, een voorstadje van Lissabon. Daar was enkele dagen ervoor een geheim hoofdkwartier geïnstalleerd van waaruit de staatsgreep gecoördineerd zou worden. De coupplegers beschikten er ook over een daags daarvoor speciaal geïnstalleerde verbinding met de EPTm (Escola Prática de Transmissões). Dankzij deze verbinding en de medewerking van de commandant werden hier de radio- en telefoonverbindingen van het ministerie van defensie, de generale staf, GNR (Guarda Nacional Republicana), PSP (Polícia de Segurança Pública), DGS (Direcção-Geral de Segurança) en LP (Legião Portuguesa) afgeluisterd.
Otelo De Carvalho had de coup voorbereid, en zou ook de operaties leiden. Vitor Alves bleef meer op de achtergrond, hij onderhield de contacten met de andere onderdelen van de strijdkrachten (marine en luchtmacht) en zou het politieke luik van de actie coördineren. Op 25 april loste hij dan ook, vanaf 16 uur, Otelo de Carvalho af op het hoofdkwartier in Pontinha. Vasco Lourenço speelde geen rol bij de coup, hij verbleef op de Azoren en zou pas op 30 april terugkeren naar Portugal.
Die avond om 22:55u zond het radiostation Emissores Associados de Lisboa het lied E Depois do Adeus (Sinds het Afscheid) van Paulo de Carvalho uit, waarmee Portugal een paar weken eerder, op 6 april 1974, deelgenomen had aan het Eurovisiesongfestival en als laatste was geëindigd. Deze zender had slechts een bereik van 100-150 km rond Lissabon, maar gaf alvast in het centrum van het land het afgesproken signaal voor de opstandige officieren en soldaten om posities in te nemen. Even later, op 25 april om 00:20u, bevestigde uitzending van het lied Grândola, Vila Morena (Grândola, bruine stad) van de progressieve zanger Zeca Afonso dat de operaties begonnen waren en de strategische punten in heel het land moesten worden bezet (vanaf 03.00u). Hiervoor maakten de coupplegers gebruik van het radiostation Radio Renascença, eigendom van de Portugese bisschoppenconferentie, dat ook op de korte golf (6155 kHz) uitzond, zodat het nu niet alleen in heel Portugal, maar ook in de overzeese gebiedsdelen van Portugal beluisterd kon worden. Nu wisten de opstandige legereenheden dat de coup definitief begonnen was en dat er geen weg terug was.
Andere militaire onderdelen sloten zich in de loop van de volgende uren bij de opstand aan. Om 04:20u werd op de zender Rádio Clube Português een eerste communiqué van de MFA omgeroepen. Dit alles gebeurde zonder dat een schot was gelost.
Caetano zocht een schuilplaats in het kantoor van de militaire politie in de Largo do Carmo in Lissabon, dat later omsingeld werd door de MFA. Daar werd hij onder druk gezet om de macht over te dragen aan Generaal de Spínola, die zich inmiddels aan de zijde van de MFA geschaard had. Zowel Eerste Minister Caetano als President Américo Tomás met andere ministers vertrokken naar Madeira en gingen daarna in ballingschap naar Brazilië. De eerste zou er voor de rest van zijn leven blijven, hij stierf in 1980, de laatste keerde in 1980 naar Portugal terug.

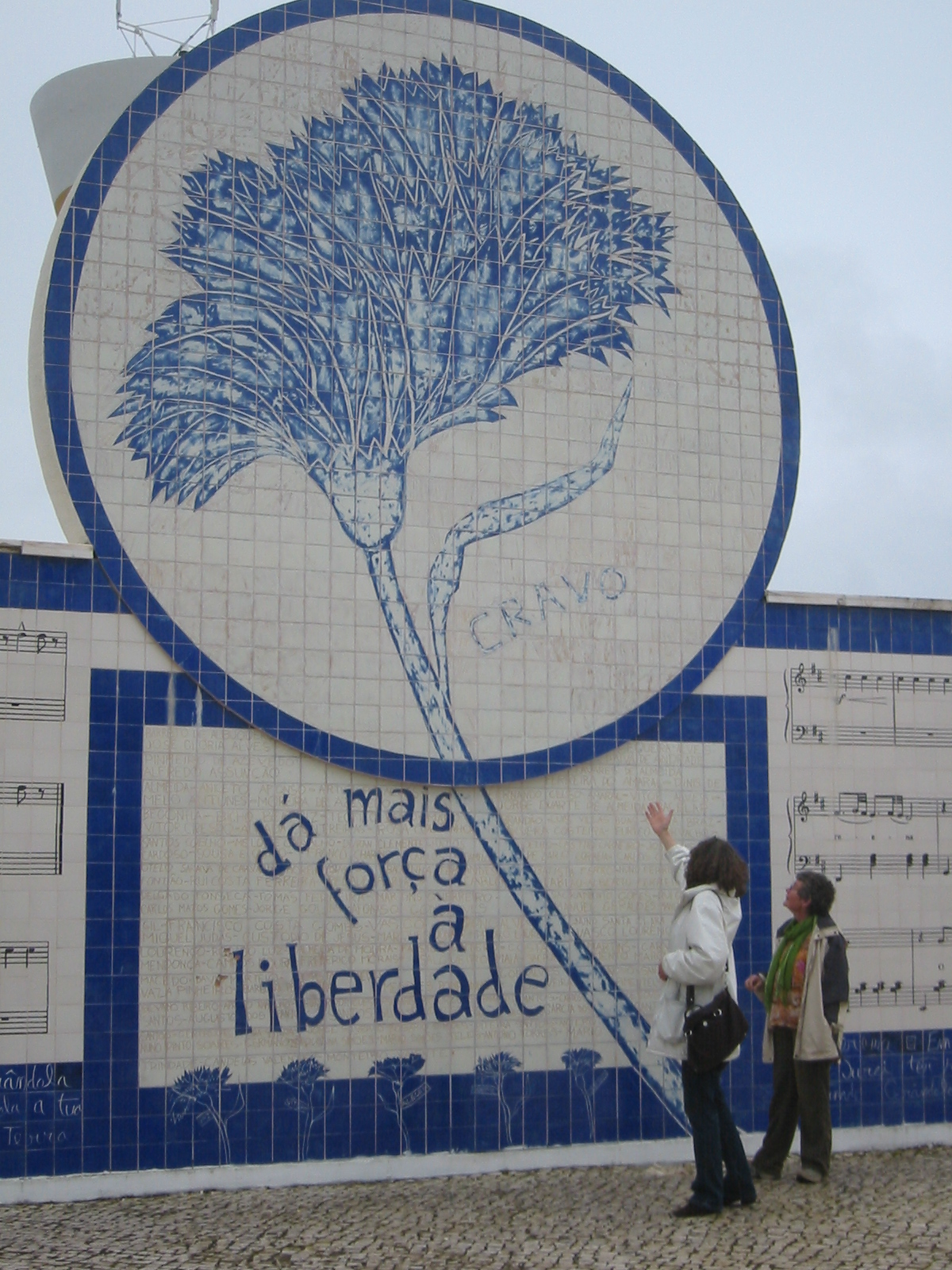
Monument 24 april 1974 van Bartolomeu dos Santos, met de muziek van Zeca Afonso, in Grândola

Tijdens de revolutie vielen er vier doden in Lissabon, toen leden van de algemene veiligheidsdirectoraten ofwel politieke politie (DGS) op een groep demonstranten aan de poort van hun kantoor schoten. Toen mensen in de straten naar de opstandige soldaten toestapten, begon iemand rode anjers uit te delen aan de militairen, die ze in de loop van hun geweer staken. Zo zou de Anjerrevolutie aan zijn naam zijn gekomen, maar er bestaan meer versies: een andere is dat een soldaat een bloemenhandelaar opmerkte, met bloemen op weg naar de opening van een hotel. Hij stak daarvan een rode anjer voorop in zijn wapen, waarop collega's zijn voorbeeld volgden.

## Naar parlementaire democratie en EU
De gebeurtenissen in Portugal werden aandachtig gevolgd vanuit buurland Spanje, waar regime en oppositie zich opmaakten voor de opvolging van Caudillo Francisco Franco, die na een langdurig ziekbed – een jaar later – in november 1975 zou overlijden. In Spanje, dat veel minder leed onder dekolonisatie en in de 19e eeuw al veel koloniën was verloren, was echter juist het regimetrouwe leger de steunpilaar van de autocratische regering van generaal Franco.
Na de militaire coup brak voor Portugal een turbulente periode aan, bekend als het Revolutionair Overgangsproces ('Processo Revolucionário em Curso' of 'PREC'), die duurde tot 25 november 1975. Deze periode werd gekenmerkt door voortdurende confrontaties tussen rechtse en linkse politieke krachten. De eerste vrije verkiezingen vonden plaats op 25 april 1975, waarna een nieuwe grondwet werd opgesteld ter vervanging van de oude corporatieve eenheidsgrondwet uit 1933. In 1976 brachten nieuwe verkiezingen de eerste regering volgens de nieuwe grondwet aan de macht, geleid door Mário Soares.
De Anjerrevolutie maakte de weg vrij voor een zeer snelle dekolonisatie van Mozambique, Angola, Guinee-Bissau en Kaapverdië, Sao Tomé en Principe en – 24 jaar en 100.000 doden tijdens het conflict met Indonesië later – uiteindelijk ook voor Oost-Timor.
Op economisch gebied zette de Anjerrevolutie, na moeilijke en verwarrende jaren 70, Portugal op weg naar het lidmaatschap van de Europese Unie in 1986, tegelijk met buurland Spanje. Voorbeeld is de landbouw: kleinschalig en vaak armoedig in het noorden, meestal extensief gebruikt grootgrondbezit in zuiden van het land. De illegale bezetting van dergelijk vruchtbaar land in onder andere Alentejo, van vlak na de Anjerrevolutie, werd teruggedraaid. Dat betekende de ondergang van bijna alle coöperatieve landbouwbedrijven, gevormd door en voor landbouwarbeiders en geleid door marxistisch-geïnspireerde bestuurders.
Het land in het zuiden wordt tegenwoordig op moderne - intensieve - wijze in cultuur gebracht, voor veeteelt en gewassen. Ook in het noorden zijn er steeds meer grote op massaproductie gerichte landbouwbedrijven.